# العلاقات السورينامية الكورية الجنوبية
العلاقات السورينامية الكورية الجنوبية هي العلاقات الثنائية التي تجمع بين سورينام وكوريا الجنوبية.

## مقارنة بين البلدين
هذه مقارنة عامة ومرجعية للدولتين:
| وجه المقارنة                                              | سورينام                        | كوريا الجنوبية                                                          |
| --------------------------------------------------------- | ------------------------------ | ----------------------------------------------------------------------- |
| المساحة (كم2)                                             | 163.27 ألف                     | 100.30 ألف                                                              |
| عدد السكان (نسمة)                                         | 563.40 ألف                     | 51.47 مليون                                                             |
| الكثافة السكانية (ن./كم²)                                 | 3.45                           | 513.16                                                                  |
| العاصمة                                                   | باراماريبو                     | سول                                                                     |
| اللغة الرسمية                                             | اللغة الهولندية                | اللغة الكورية                                                           |
| العملة                                                    | دولار سورينامي، غيلدر سورينامي | وون كوري جنوبي                                                          |
| الناتج المحلي الإجمالي (بليون دولار)                      | 3.32 مليار                     | 1.53 تريليون                                                            |
| الناتج المحلي الإجمالي (تعادل القوة الشرائية) بليون دولار | 9.07 مليار                     | 1.75 تريليون                                                            |
| الناتج المحلي الإجمالي الاسمي للفرد دولار أمريكي          | 9.48 ألف                       | 27.22 ألف                                                               |
| الناتج المحلي الإجمالي للفرد دولار أمريكي                 | 16.64 ألف                      |                                                                         |
| مؤشر التنمية البشرية                                      | 0.714                          | 0.901                                                                   |
| رمز المكالمات الدولي                                      | +597                           | +82                                                                     |
| رمز الإنترنت                                              | .sr                            | .kr                                                                     |
| المنطقة الزمنية                                           | 00                             | توقيت كوريا الجنوبية، ت ع م+09:00، آسيا/سيول ‏، ت ع م+08:00، ت ع م+08:30 |

## منظمات دولية مشتركة
يشترك البلدان في عضوية مجموعة من المنظمات الدولية، منها:
| علم المنظمة | اسم المنظمة                        | تاريخ انضمام سورينام | تاريخ انضمام كوريا الجنوبية |
| ----------- | ---------------------------------- | -------------------- | --------------------------- |
|             | مؤسسة التمويل الدولية              | 1 سبتمبر 2011        | 16 مارس 1964                |
|             | منظمة حظر الأسلحة الكيميائية       | ?                    | ?                           |
|             | يونسكو                             | 16 يوليو 1976        | 14 يونيو 1950               |
|             | الأمم المتحدة                      | 4 ديسمبر 1975        | 17 سبتمبر 1991              |
|             | منظمة الشرطة الجنائية الدولية      | ?                    | ?                           |
|             | البنك الدولي للإنشاء والتعمير      | 27 يونيو 1978        | 26 أغسطس 1955               |
|             | الاتحاد البريدي العالمي            | ?                    | ?                           |
|             | منظمة التجارة العالمية             | ?                    | ?                           |
|             | المنظمة الهيدروغرافية الدولية      | ?                    | ?                           |
|             | وكالة ضمان الاستثمار متعدد الأطراف | 2 يوليو 2003         | 12 أبريل 1988               |

## وصلات خارجية
- موقع وزارة الخارجية السورينامية
- موقع وزارة الخارجية الكورية الجنوبية